# Darlene Cates
Rita Darlene Cates (* 13. Dezember 1947 in Borger, Texas; † 26. März 2017 in Forney, Texas) war eine US-amerikanische Filmschauspielerin.

## Leben
Cates wuchs als Tochter der Hausfrau Dorothy Ann Pfrimmer und des Tankwarts Truman Madison Guthrie in Dumas (Texas) auf. Ihre Eltern ließen sich scheiden, als sie 12 Jahre alt war. Zwei Jahre später lernte sie ihren späteren Ehemann kennen; sie verheimlichte ihm ihr damaliges Alter von nur 14 Jahren. Am 11. Januar 1963 heirateten sie.
In ihren frühen Jahren suchte Cates Trost im Essen. Eine Schilddrüsen-Dysfunktion und ein langsamer Stoffwechsel verstärkten die Gewichtszunahme deutlich. 1981 wurde ihr bei einem Gewicht von 153 Kilogramm ein Magenband eingesetzt und sie nahm etwa 37 Kilogramm ab. Ab 1986 konnte Cates aus gesundheitlichen Gründen fast zwei Jahre lang das Bett nicht verlassen. Durch die Bettlägerigkeit erreichte sie schließlich ein Gewicht von mehr als 200 Kilogramm.
Mit ihrem Mann Bob hat Darlene Cates eine Tochter und zwei Söhne.

## Karriere
Cates hatte ihr Filmdebüt in Lasse Hallströms Film Gilbert Grape – Irgendwo in Iowa, in dem sie an der Seite von Johnny Depp, Juliette Lewis und Leonardo DiCaprio die krankhaft fettleibige Mutter des von Depp verkörperten Titelcharakters spielt.
Cates wurde für die Rolle der Bonnie Grape ausgewählt, nachdem der Autor Peter Hedges eine Aufzeichnung der Talkshow von Sally Jessy Raphael zum Thema „Zu schwer um das eigene Haus zu verlassen“ gesehen hatte, in der Cates davon berichtete, dass sie wegen ihrer Krankheit zuhause gefangen sei. Sie bezifferte ihr Gewicht in einem späteren Interview auf „um die 550 Pfund“, was etwa 250 Kilogramm entspricht.
Es folgten Fernsehrollen in Erfolgsserien wie Picket Fences – Tatort Gartenzaun und Ein Hauch von Himmel sowie ein Cameo-Auftritt in der Sendung Wolf Girl des USA Network. Der Fernsehproduzent J. Miles Dale musste hierzu einen Teil der Filmcrew und die beiden jungen Hauptdarsteller Dov Tiefenbach und Victoria Sanchez aus Rumänien nach Texas einfliegen lassen, um die Szenen mit Cates abzudrehen.

## Filmografie (Auswahl)
- 1993: Gilbert Grape – Irgendwo in Iowa (What’s Eating Gilbert Grape)
- 1994: Picket Fences – Tatort Gartenzaun (Picket Fences)
- 1996: Ein Hauch von Himmel (Touched by an Angel)
- 2001: Wolf Girl (Wolf Girl)